# Humberto Maturana
Maturana  Romesín est un nom espagnol. Le premier nom de famille, en général paternel, est Maturana ; le second, en général maternel, souvent omis, est Romesín.
Humberto Augusto Gastón Maturana Romesín est un biologiste, cybernéticien et philosophe chilien, né le 14 septembre 1928 à Santiago du Chili et mort dans la même ville le 6 mai 2021.

## Biographie
Il a passé sa carrière à élaborer sa théorie au sein d'un projet de recherche biologique dans son laboratoire de Santiago (au sujet duquel il a écrit Experimental Epistemology Lab).   Après des recherches en biologie de la perception, Maturana a développé la biologie de la cognition, la biologie de l'amour et l'autopoïèse.
Son travail s'inscrit dans le courant constructiviste, produisant des preuves expérimentales que la réalité est une construction consensuelle commune qui apparaît en fait comme existant « objectivement ».
Avec son collaborateur Francisco Varela, il a proposé la théorie de l'autopoïèse dans le prolongement de Gregory Bateson, Ludwig Wittgenstein, Paul Weiss (notion d'autoproduction), etc.

## Liens
- Ressources relatives à la recherche :   - The Academic Family Tree
  - Biodiversity Heritage Library
  - Internet Philosophy Ontology
- Notices dans des dictionnaires ou encyclopédies généralistes :   - Britannica
  - Brockhaus
  - Deutsche Biographie
- Notices d'autorité :   - VIAF
  - ISNI
  - BnF (données)
  - IdRef
  - LCCN
  - GND
  - Italie
  - Japon
  - CiNii
  - Espagne
  - Pays-Bas
  - Pologne
  - Israël
  - NUKAT
  - Catalogne
  - Suède
  - Australie
  - Norvège
  - WorldCat